# Copris cassius
Copris cassius là một loài bọ cánh cứng trong họ Bọ hung (Scarabaeidae).